# Javan Vidal
Javan Vidal (Manchester, 10 de maio de 1989) é um futebolista inglês que atualmente joga pelo Manchester City Football Club como um Defensor. Zagueiro e Líbero de 21 anos revelado no Manchester City.